# جبهة الاشتراكية والديمقراطية
جبهة الاشتراكية والديمقراطية (بالفرنسية: Front pour le socialisme et la démocratie) هو حزب سياسي في السنغال. في الانتخابات التشريعية التي جرت في 3 يونيو 2007، فاز الحزب بنسبة 2.18٪ من الأصوات الشعبية ومقعد واحد من أصل 150 مقعدًا.